# Culture du Tadjikistan
 (avril 2017).

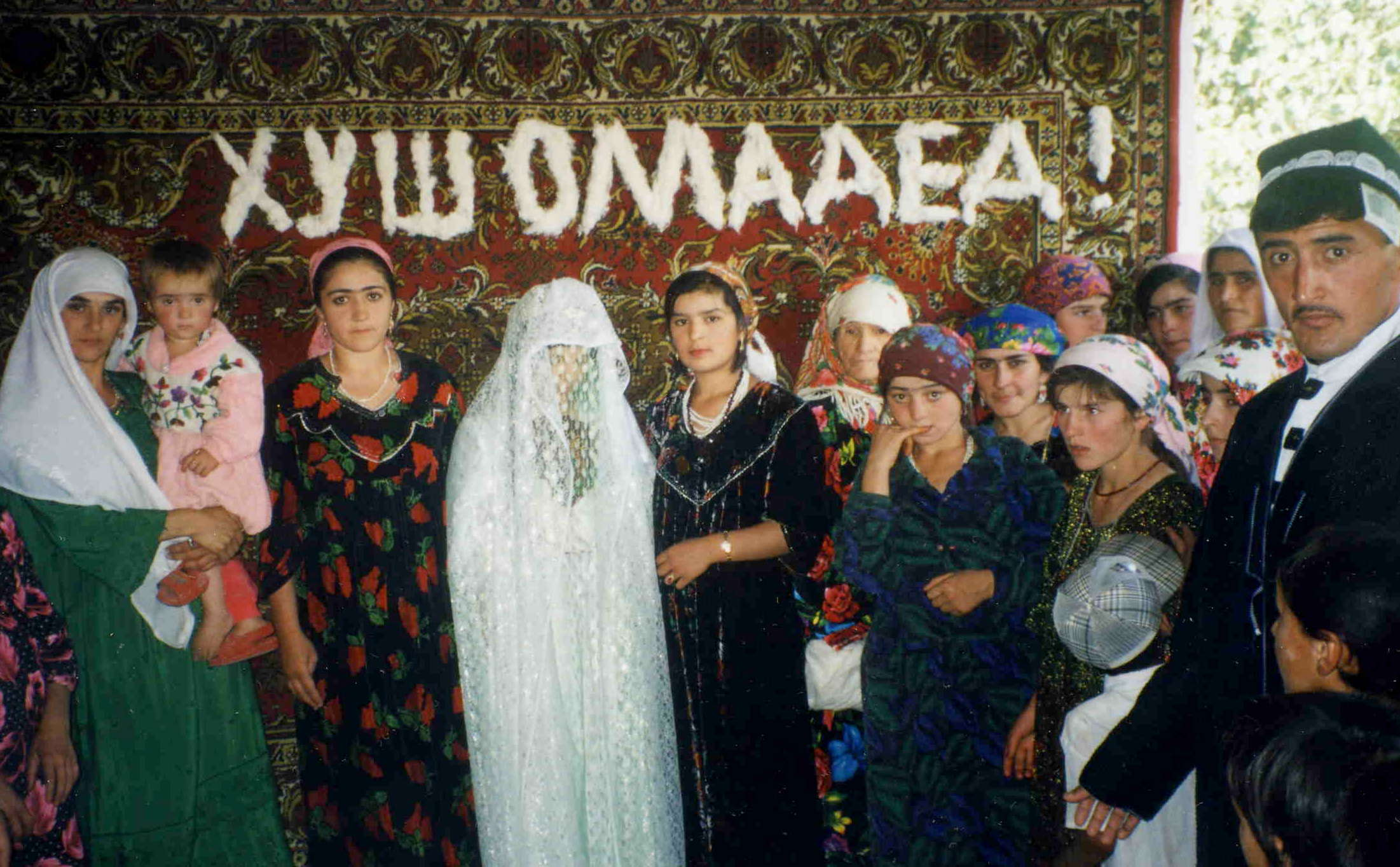
Mariage traditionnel tadjik

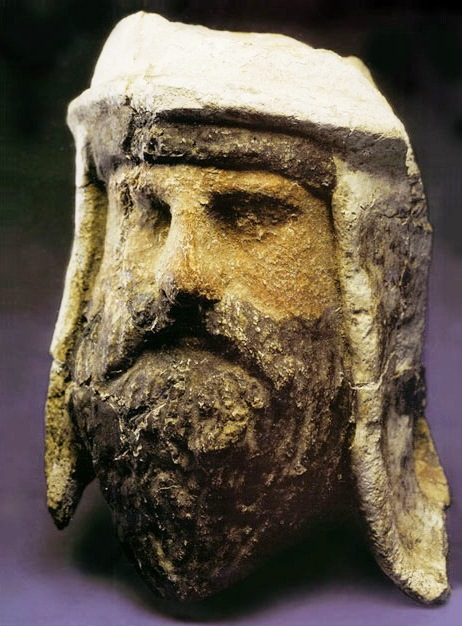
Tête de prêtre zoroastrien, terre cuite, style bactrien, Takht-i Sangin

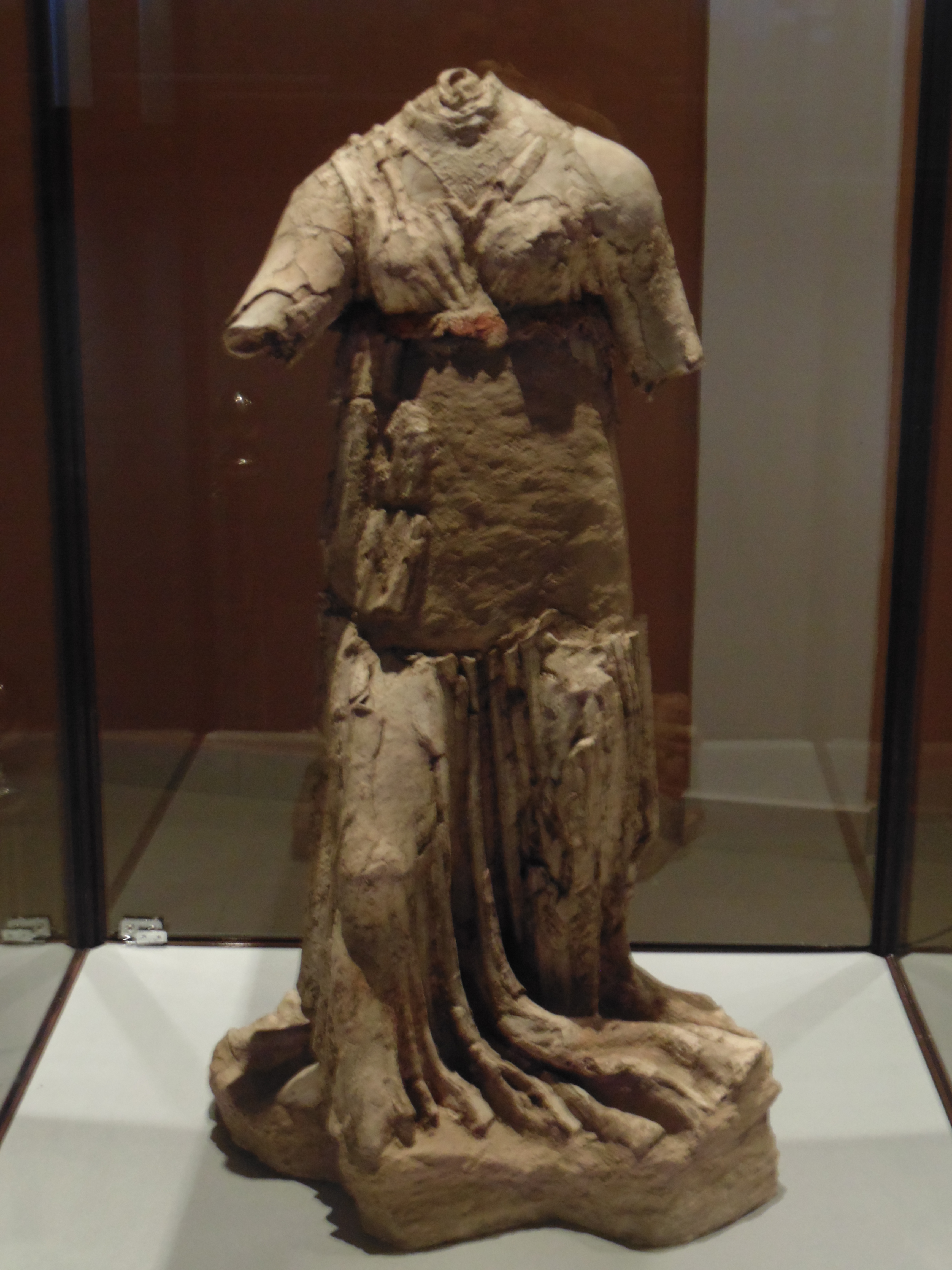
Sculpture de femme, époque pré-islamique

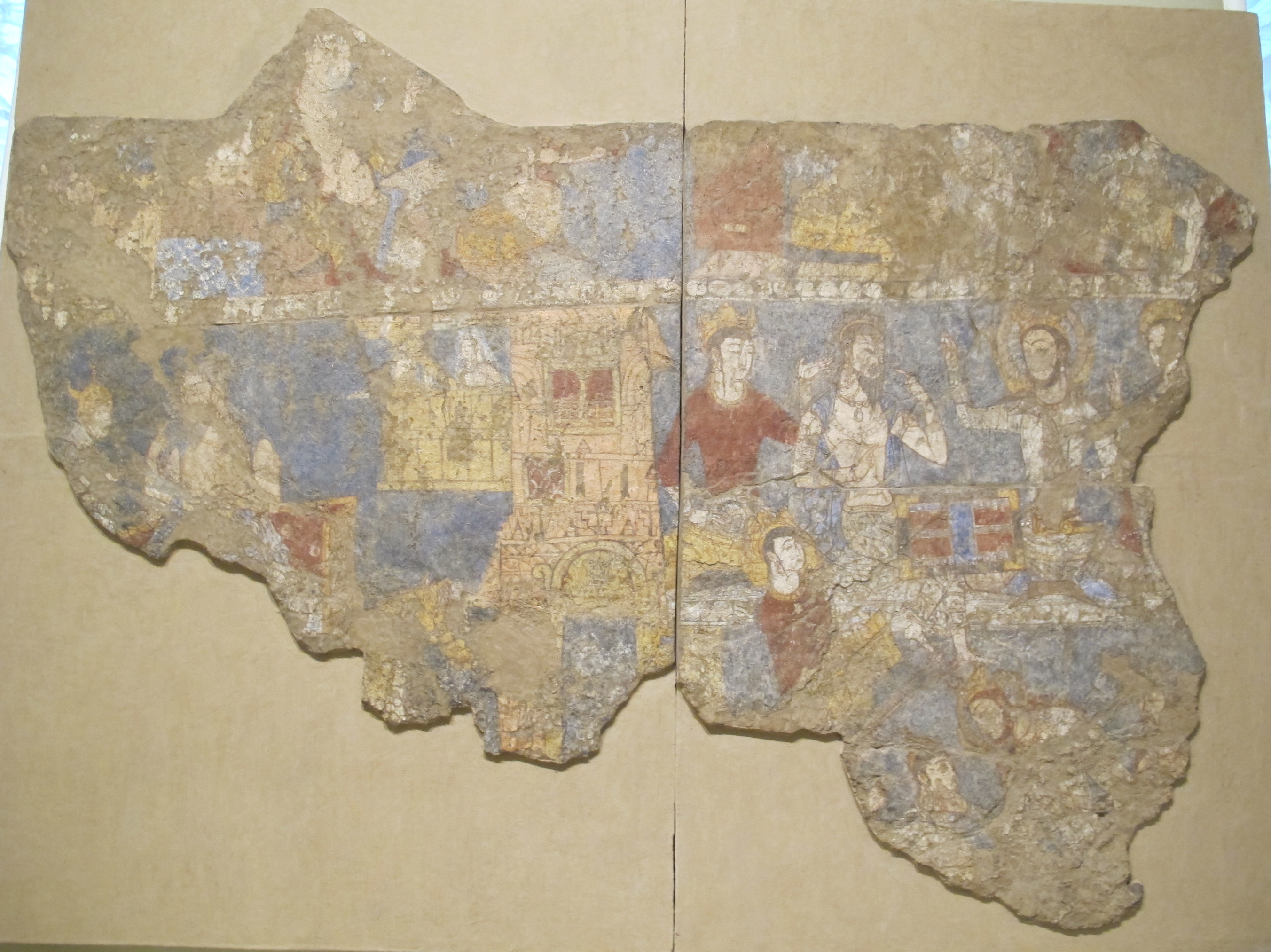
Peinture murale de Sogdiane, 8ème s.

La culture du Tadjikistan, pays de l'Asie centrale, désigne d'abord les pratiques culturelles observables de ses habitants (8 500 000, estimation 2017).
La culture du Tadjikistan, comme celles de ses voisins, s'est enrichie à la fois des apports russes et orientaux (turcs, mongols, persans, afghans, indiens...).
Les habitants sont musulmans dans leur très grande majorité, principalement sunnites (85 % selon une estimation de 2003). Ce sont pour la plupart des Tadjiks (79,9 % selon le recensement de 2000). La langue officielle du pays est le tadjik, une langue indo-européenne rattachée au groupe des langues iraniennes ou persanes.

## Langues et populations
Histoire, géographie, démographie et économie sont à l'origine d'une riche diversité culturelle.

### Langues
- Langues au Tadjikistan, Langues du Tadjikistan
- Tadjik (84-92 %) (Langues iraniennes, Langues indo-iraniennes, Langues indo-européennes)
  - Institut tadjik des langues Oulougzod, Alphabet tadjik
- Ouzbek (10-14 %) (Langues turques, Langues altaïques)
- Langues minoritaires (estimation 2004)
  - Bactrien
  - Bartangi (2000)
  - Doungane (5000)
  - Ishkashimi (2000)
  - Khowar (?)
  - Khufi (2000)
  - Kirghiz
  - Oroshori (2000)
  - Parya language (en)
  - Persan, Sistani dialect (en), Aimaq dialect (en), Barbari, Hazara
  - Sangletchi
  - Shughni (60000), Vanji language (en) (éteint), Yazgoulami (9000), rushan (en danger)
  - Wakhi (4000)
  - Yaghnobi (12000) (néo-sogdien)
  - Autres petits foyers...
- Langues étrangères (expatriés, réfugiés...) : russe, anglais, Central Asian Arabic (en)...

### Populations
- Démographie du Tadjikistan
- Groupes ethniques au Tadjikistan, List of ethnic groups in Tajikistan (en)
  - Afghans in Tajikistan (en) (3 700 en 2010)
  - Arabes (4 200 en 2010)
  - Armenians in Central Asia (en) (3 000 ?)
  - Badzhui people (en) (Shighnan (en)) (?)
  - Gharmi people (en) (900 000 ?)
  - Kazakhs (?)
  - Chitralis (?) (Haut-Badakhchan)
  - Koryo-saram (6 000 ?)
  - Kulobi people (en) (?)
  - Kirghizes (60 000 en 2010, 0.8 %)
  - Lyuli (en) ou Jughi ou Multani ou Luli ou Mughat ou Ghurbat (?)
  - Ouzbeks (1 210 000 en 2013, 12,2 %)
  - Pamiris (en) (?)
  - Romanis (2 300 en 2010)
  - Russians in Tajikistan (en) (35 000 en 2010, 0.5 %)
  - Tadjiks (6 300 000 en 2010, 84,4 %)
  - Tatars (6 500 en 2010)
  - Turcs (1 360 en 2010)
  - Turkmènes (15 000 en 2010, 0.2 %)
  - Ukrainiens (1 060 en 2010)
  - Wakhis (20 000 ?)
  - Yaghnobis (20 000 ?, Pamir)
  - autres individus ou petits groupes, régionaux ou expatriés (< 0.1 %)
- Autres
  - Demographics of Central Asia (en)
  - Histoire de l'Asie centrale
  - Théorie de l'invasion aryenne
  - Turkic migration (en)
  - History of the Jews in Central Asia (en)
  - Diaspora tadjik[2],[3],[4]
  - Expatriation au Tadjikistan[5],[6]
  - Réfugiés au Tadjikistan, Réfugiés afghans

## Traditions

### Religion(s)
- Religion au Tadjikistan, Religion in Tajikistan (en)
- Islam au Tadjikistan (93-99 %, Nombre de musulmans par pays), Persecution_of_Muslims#USSR (en)
  - Sunnisme (90-95 %)
    - Hanafisme

  - Chiisme (3-5 %), Shia Islam in Tajikistan (en)
    - Chiisme duodécimain
    - Ismaélisme (chiisme septimain), Nizârites, Aga Khan, (population Pamiris (en))
    - Soufisme (dont Mir Sayyid Ali Hamadani (en) (1314-1384), Qalandariyya
- Christianisme, Christianisme au Tadjikistan (en) (<1 %, mais beaucoup plus selon Christianisme par pays, sans précision de date)
  - Protestantism in Tajikistan (en), Église adventiste du septième jour, Témoins de Jéhovah...
  - Évangélisme (3000 ?, après 2000), Pentecôtisme, Union des Églises évangéliques-luthériennes
  - Catholicisme (300 ?, après 2000), Mission sui juris du Tadjikistan (1997)
- Autres spiritualités (?)
  - Baksylyk, chamanisme islamisé[7],[8], Chamanisme en Asie centrale (en), Tengrisme
  - Baha'isme
  - Bouddhisme, Buddhistic cloister of Ajina-Tepa (en)
  - Sikhisme
  - Zoroastrisme
  - Judaïsme (<100 (?), selon Nombre de Juifs par pays), History of the Jews in Central Asia (en), Dushanbe Synagogue (en)
- Sécularisme au Tadjikistan
- Freedom of religion in Tajikistan (en), liberté religieuse[9]

### Symboles
- Drapeau du Kirghizistan
- Armoiries du Tadjikistan
- Surudi milli, hymne national tadjik
- Devise nationale : aucune n'est officielle
- Emblème végétal : ?
- Emblème animal : ?
- Père de la Nation : ?
- Figure allégorique nationale : ?
- Épopée nationale : ?
- Poètes nationaux : Roudaki, Ferdowsî, Saadi, Djalâl ad-Dîn Rûmî, Nasir e Khosraw, Sadriddin Aini, Gulnazar Keldi
- Couleurs nationales: vert, jaune, rouge, blanc
- Costume national : ceux de toute l'Asie centrale, Central Asian clothing (en)
- Plat national : Osh (food) (en) (Riz pilaf)

### Mythologie
- Mythologie persane
- Shâh Nâmeh
- Le mythe aryen[10]

### Folklore
- Culture orale[11] : chants, proverbes, histoires d'animaux...
- Histoire de Nur
- Iranian folklore (en)
- Contes[12]
- Comptines[13]
- Textes folkloriques des Wakhi du Tadjikistan[14]

### Croyances
- Art divinatoire, Bibliomancie, Fāl-Nāma (de)

### Fêtes
- Jours fériés publics au Tadjikistan (en)
- Norouz
- Independence Day (Tajikistan) (en)

## Société

### Famille
- Women in Tajikistan (en)
- Domestic violence in Tajikistan (en)

### Éducation
- List of universities in Tajikistan (en)
- Effects of economic liberalisation on education in Tajikistan (en)
- Université d'État tadjike de commerce
- Science au Tadjikistan, Académie des sciences du Tadjikistan
- La maison d'Asie centrale à Paris : rencontres concerts conférences expositions théâtre danse...

### Droit
- Corruption au Tadjikistan (en)
- Prostitution au Tadjikistan
- Droits de l'homme au Tadjikistan
- Droits LGBT au Tadjikistan
- Peine de mort au Tadjikistan (en)

### État
- Politique au Tadjikistan
- List of wars involving Tajikistan (en)
- Histoire de l'Asie centrale, Histoire du Tadjikistan :
  - Scythes, Transoxiane, Royaumes indo-grecs, Empire kouchan
  - Paniranisme, Monde iranien, Grand Khorassan
  - Touranisme, Conseil turcique (Azerbaïdjan, Kazakhstan, Kirghizistan et Turquie depuis 2009)
  - Central Asian Union (en) (projet CAU XXIe siècle) : Kazakhstan, Kirghizistan, Ouzbékistan, Tadjikistan, Turkménistan
- Sur le site d'Amnesty International
- L'Organisation pour la sécurité et la coopération en Europe (OSCE) au Tadjikistan

## Arts de la table

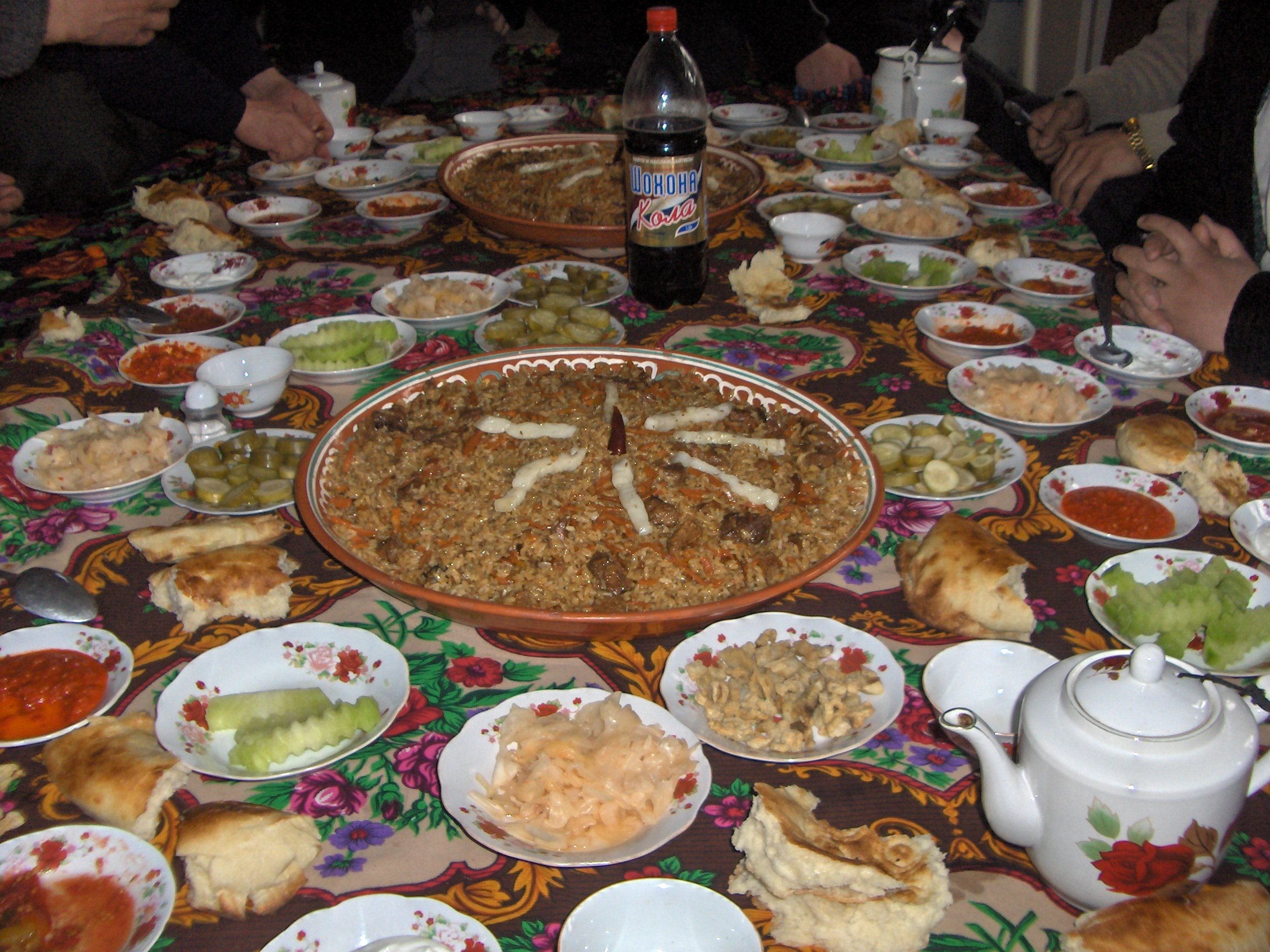
Dastarkhān tadjik

### Cuisine(s)
- Cuisine tadjike, Cuisine tadjike (rubriques)
- Diverses cuisines d'Asie centrale
- Avec diverses influences : Soviet cuisine (en), Cuisine indienne (du nord), Cuisine pakistanaise
- Tandoor
- Tava (grande poêle plate)
- Bol Piyāla (en)
- Pains : Naan, Obi non (en), Tohax (en)
- Préparations : Kechek (kurut), Kajmak
- Plats
  - Lebné (sorte de yaourt)
  - Kazy (plat de saucisses), Soudjouk
  - Kuyrdak (kazakh et kirghiz)
  - Kesme (plat de nouilles)
  - Chorba, Yogurt soup (en) (dovga ou Ash-e doogh (en))
  - Kefta (köfte)
  - Tchebourek ou Chebureki, chaussons (börek farcis
  - Kadu bouranee (en) (citrouille)
  - Mantı (raviomles)
  - Boortsog (beignets)
  - Samoussa
  - Orama (boulette)
  - Chachlyk
  - Riz pilaf
  - Tirit (en)
  - Yahni
- Desserts
  - Soumalak (samanu), Çäkçäk
- Dastarkhān, repas (disposition, déroulement, étiquette...)
- List of yogurt-based dishes and beverages (en)
- Pour Norouz : Haft Sin, Haft Mewa (de), Samanak

### Boisson(s)
- Boissons lactées : Ayran, Chal, Koumis
- Boissons fermentées non lactées : Boza
- Boissons gazeuses : Chalap, Sodas
- Thé, infusions
- Boissons alcoolisées : bière, vin...

## Santé
- Catégorie:Santé au Tadjikistan,	Protection sociale
- Health in Tajikistan (en)
- Public health problems in the Aral Sea region (en)
- Tajik State Medical University (en)
- Tajikistan Support Project (en)
- Drug Control Agency (en)
- Médecine traditionnelle, Médecine non conventionnelle
- Médecine arabe au Moyen Âge
- Plante médicinale
- Guérisseur, Chaman

### Activités physiques
- Agriculture, élevage, pastoralisme

### Sports traditionnels
- Lutte libre
- Grappling, Gouchti, Bhimcencce, Goutzanguiri
- Jeux de l'Asie centrale, Jeux mondiaux nomades

### Sports
- Sport au Tadjikistan, Sport au Tadjikistan (rubriques)
  - alpinisme, escalade, sports d'hiver, ski
  - athlétisme, course
  - basket-ball, cricket, football, handball, rugby, volleyball, tennis
  - plongée, natation, sports aquatiques
- Sportifs tadjik
- Comité national olympique de la république du Tadjikistan
- Fédération du Tadjikistan de basket-ball
- Tadjikistan aux Jeux olympiques
- Tadjikistan aux Jeux paralympiques
- Jeux de l'Asie centrale

### Arts martiaux
- Liste des arts martiaux et sports de combat
- Gouchti, Bhimcencce, Goutzanguiri
- Boxe, judo, lutte, taekwondo

### Autres
- Backgammon
- Échecs, Grand maître international Farroukh Amonatov (1978-)
- Kok-borou

## Média
- Média au Tadjikistan (en), article de Mina Rad de 1995[15], Média au Tadjikistan
- Telecommunications in Tajikistan (en)
- Journalistes au Tadjikistan
- Médias en Haut-Badakhchan : une mission encore impossible[16]

### Presse
- List of newspapers in Tajikistan (en)

### Internet (.tj)
- Internet in Tajikistan (en)
- Information en ligne[17]
- Sites
- Blogueurs

## Littérature
- Littérature tadjike, Littérature tadjik (rubriques)
- Écrivains tadjik
  - Poètes tadjik :
    - Abolqasem Lahouti (1887-1957), Mirzo Tursunzoda (en) (1911-1977), Payrav Sulaymoni (en)

  - Romanciers tadjik : Loiq Sher-Ali (en) (1941-)
  - Philosophie musulmane moderniste : Jadidisme, Sadriddin Aini (1878-1954)
  - Moukhammadjon Chakouri (1925-2012)
- Livres en tadjik :
- Littérature persane
- Liste de poètes en langages turcs (en)

## Artisanats
- Arts appliqués, Arts décoratifs, Arts mineurs, Artisanat d'art, Artisan(s), Trésor humain vivant, Maître d'art
- Artisanats par pays
- Art des steppes

Les savoir-faire liés à l’artisanat traditionnel relèvent (pour partie) du patrimoine culturel immatériel de l'humanité. On parle désormais de trésor humain vivant.
Mais une grande partie des techniques artisanales ont régressé, ou disparu, dès le début de la colonisation, et plus encore avec la globalisation, sans qu'elles aient été suffisamment recensées et documentées.
Une partie des productions de l'artisanat ancien tadjik se voit dans les différents musées. L'artisanat actuel, soutenu par le gouvernement,, se rencontre aussi sur les marchés.

### Textiles, cuir, papier
- Tissus et vêtements[20]
- Vêtements d'Asie Centrale (en), modèles et designers
- Suzani
- Tubeteika (en)
- Broderie[21]

#### Tapis
- Tapis (Boukhara)[22]

### Bois, métaux
- Bronze
- Cuivre
- Mobilier en bois : Taptschan (de) (charpoi[23], lit indien)

### Poterie, céramique, faïence
- Poterie[24]
- Céramique

### Joaillerie, bijouterie, orfèvrerie
- Orfèvrerie tadjik[25]
- Plaques ornementales en argent
- Chaînettes en or

## Arts visuels
- Art tadjik (en)[26]
- Artistes tadjik
- Liste des artistes tadjiks, Union des artistes du Tadjikistan

### Arts anciens
- Préhistoire, Archéologie au Tadjikistan
- Peintures murales sogdiennes de Pendjikent de l'époque achéménide

### Peinture
- Behzad (1450-1536)
- Renaissance de la miniature tadjik[27]
- Peinture d'Asie centrale[28]
- Peinture monumentale d'Asie centrale soviétique[29]
- Arts asiatiques au musée Guimet[30]

### Sculpture
- Amri Aminov, sculpteur de l'Unesco pour la Paix[31]

### Architecture
- Architecture tadjik traditionnelle (?)
- Architecture de Douchanbé[32]
- Mausolées : de Khoja Mashkhad, d'Amir Khamza Khasti Podshoh, de Hodja Nashron, de "Mukhammad Bashoro"...
- Palais du Gouverneur de Khukbuk (en)

#### Vestiges
- Archéologie : site proto-urbain de Sarazm (entre - 3500 et - 2000) (voir la version allemande)
- Adschina-Teppa (de), vestiges de monastère bouddhiste ancien
- Pendjikent (Sughd)[33]
- Baitudasht IV (en)

## Arts du spectacle
- Spectacle vivant, Performance, Art sonore

### Musiques
- Musique tadjike, Musique tadjike (rubriques)
- Musée Gurmini d'instruemnts de musique (en)
  - Rubab, Doyre, Dombra, Setâr, Ghaychak (ou gheychak), Tulak, Karnay
- Orchestre de l'Opéra de Duschambe (en)
- Liste de musiciens tadjik (en)
- Shashmaqom
- Pop music iranienne (en)
- Récitation coranique, Hafiz (islam)

### Danse en Asie centrale
- Liste de danses, Danse traditionnelle
  - List of national dances (en), List of ethnic, regional, and folk dances by origin (en)
  - List of dance style categories (en), Novelty and fad dances (en)
  - Dance in Uzbekistan (en), danse en Asie centrale[34]
- Danse au Tadjikistan[35],[36]
  - Festival de musique et de danse du Pamir, Roof of the world, à Khorog (Gorno-Badakhshan, Haut-Badakhchan), en 2016[37]
  - Badakhshan Ensemble[38]
  - Malika Sobirova (en) (1942-1982)
- Ashura Nosirova (en) (1924-2011)

### Théâtre en Asie centrale
Diverses formes de théâtre ont existé et existent encore en Asie centrale, mais les informations manquent.
- Le grand théâtre de Douchanbé[39].
- Soukhrob Mirsoëv, directeur de l'Union des personnalités de théâtre au Tadjikistan
- (en) Simon Tordjman, Une introduction au théâtre actuel en Asie centrale et en Afghanistan, 2006 (IETM, International network for contemporary performing arts)[40]

### Autres arts de scène en Asie centrale: marionnettes, mime, pantomime, prestidigitation
- Arts de la marionnette au Tadjikistan sur le site de l'Union internationale de la marionnette
- Théâtre de marionnettes Loukhtak, à Douchanbé
- Marionnettes d'Ouzbékistan
- Spectacle de marionnettes au Théâtre Skazka, à Abakan (Khakassie, proche Sibérie
- Cirque d'état turkmène (en)

### Cinéma
- Cinéma tadjik, Cinéma tadjik (rubriques)
- Films tadjik, Liste de films tadjik
- Films tournés au Tadjikistan
- Réalisateurs tadjik
- Cinéma d'Asie centrale : Cinéma kazakh, Cinéma kirghiz, Cinéma ouzbek, Cinéma turkmène
- Didor International Film Festival (en)
- Central Asian and Southern Caucasus Film Festivals Confederation (en)

### Autres
- Cultures urbaines, Art urbain
- Art vidéo, Art numérique
- Jeu vidéo, Industrie vidéoludique

## Tourisme
- Tourisme au Tadjikistan (en) (à créer), Tourisme au Tadjikistan (rubriques)
- Sur WikiVoyage
- Tourisme au Pamir, Parc national du Pamir
- Témoignages[41],[42],[43],[44],[45],[46],[47]
- Conseils aux voyageurs pour le Tadjikistan :
  - France Diplomatie.gouv.fr
  - Canada international.gc.ca
  - CG Suisse eda.admin.ch
  - USA US travel.state.gov

## Patrimoine

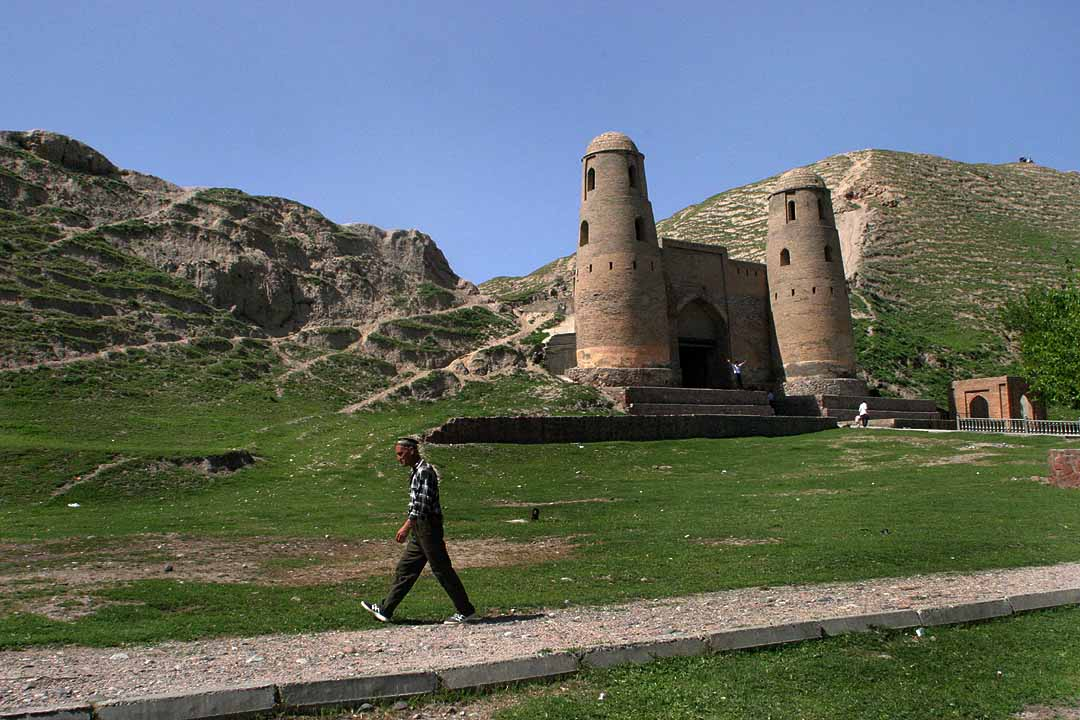
Forteresse de Hisor

### Musées
- List of museums in Tajikistan (en)
  - Gurminj Museum of Musical Instruments (en)
  - Historical Museum of Sughd
  - Tajikistan National Museum

### Liste du patrimoine mondial
Le programme patrimoine mondial (UNESCO, 1971) a inscrit dans sa liste du patrimoine mondial (au 12/01/2016) : liste du patrimoine mondial au Tadjikistan.

### Liste représentative du patrimoine culturel immatériel de l’humanité
Le programme patrimoine culturel immatériel (UNESCO, 2003) a inscrit dans sa liste représentative du patrimoine culturel immatériel de l’humanité (au 12/01/2016) :
- 2008 : la musique Shashmaqom[48]
- 2015 : le chant épique gorogly[49]
- 2017 : l'Oshi Palav, plat traditionnel et ses contextes sociaux et culturels au Tadjikistan[50]
- 2018 : le chakan, art de la broderie en république du Tadjikistan[51]

### Registre international Mémoire du monde
Le programme Mémoire du monde (UNESCO, 1992) a inscrit dans son registre international Mémoire du monde (au 15/01/2016) :
- Manuscrit Kull’iyyāt d’Obeid Zakani et Ghāzāll’iyyāt de Hafez Sherozi, XIVe siècle (2003).

### Filmographie
- Retour à Douchanbé, réalisé par Gulya Mirzoeva, Centre national de la cinématographie - Images de la culture, Paris, 2003, 62 min (DVD)